# Tofsoropendola
Tofsoropendola (Psarocolius decumanus) är en fågel i familjen trupialer inom ordningen tättingar.

## Utseende och läte
Tofsoropendolan är en stor trupial med tjock, trekantig näbb. Fjäderdräkten är svartaktig, mot bakre delen av kroppen ljusare rödbrun, men på håll ser den helsvart ut. Stjärten är lysande gul och ögat ljusblått. Den skiljer sig från andra oropendolor på den storleken och den mörka färgen. Lätena består av närmast bisarra gurglande toner.

## Utbredning och systematik
Tofsoropendola delas in i fyra underarter med följande utbredning:
- P. d. decumanus – östra Colombia till Venezuela, Guyana, norra Brasilien, Ecuador och norra Peru
- P. d. melanterus – tropiska Panama och norra Colombia
- P. d. insularis – Trinidad och Tobago
- P. d. maculosus – östra Peru till Bolivia, Paraguay och norra Argentina

## Levnadssätt
Tofsoropendolan hittas i lösa flockar varhelst det finns inslag av träd, förutom i skog även i öppnare och av människan mer påverkade miljöer. Liksom andra oropendolor häckar den i kolonier och väver hängande pungformade bon.

## Status och hot
Arten har ett stort utbredningsområde, men tros minska i antal, dock inte tillräckligt kraftigt för att den ska betraktas som hotad. Internationella naturvårdsunionen IUCN listar arten som livskraftig (LC). Beståndet uppskattas till i storleksordningen fem till 50 miljoner vuxna individer.

## Bilder

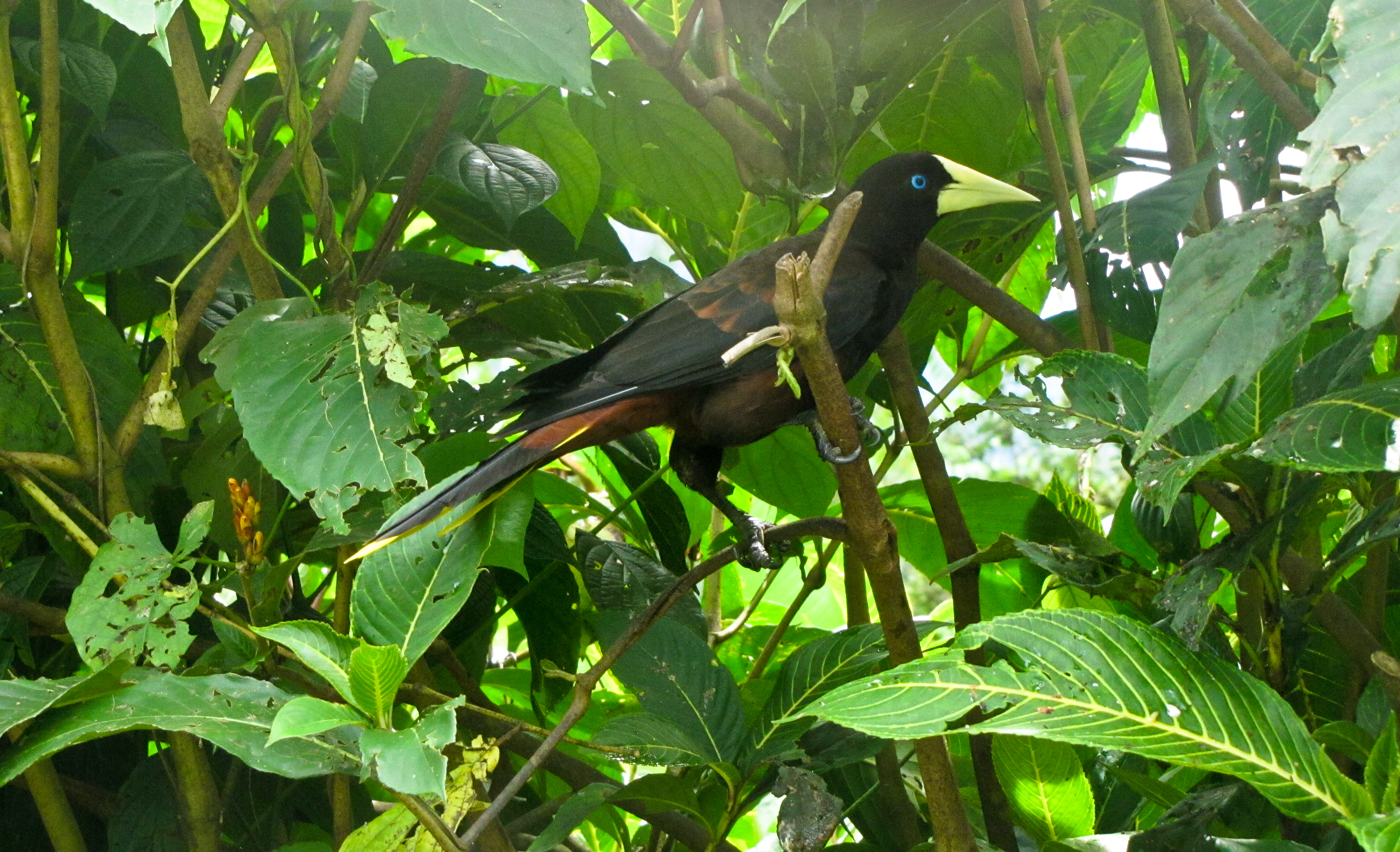
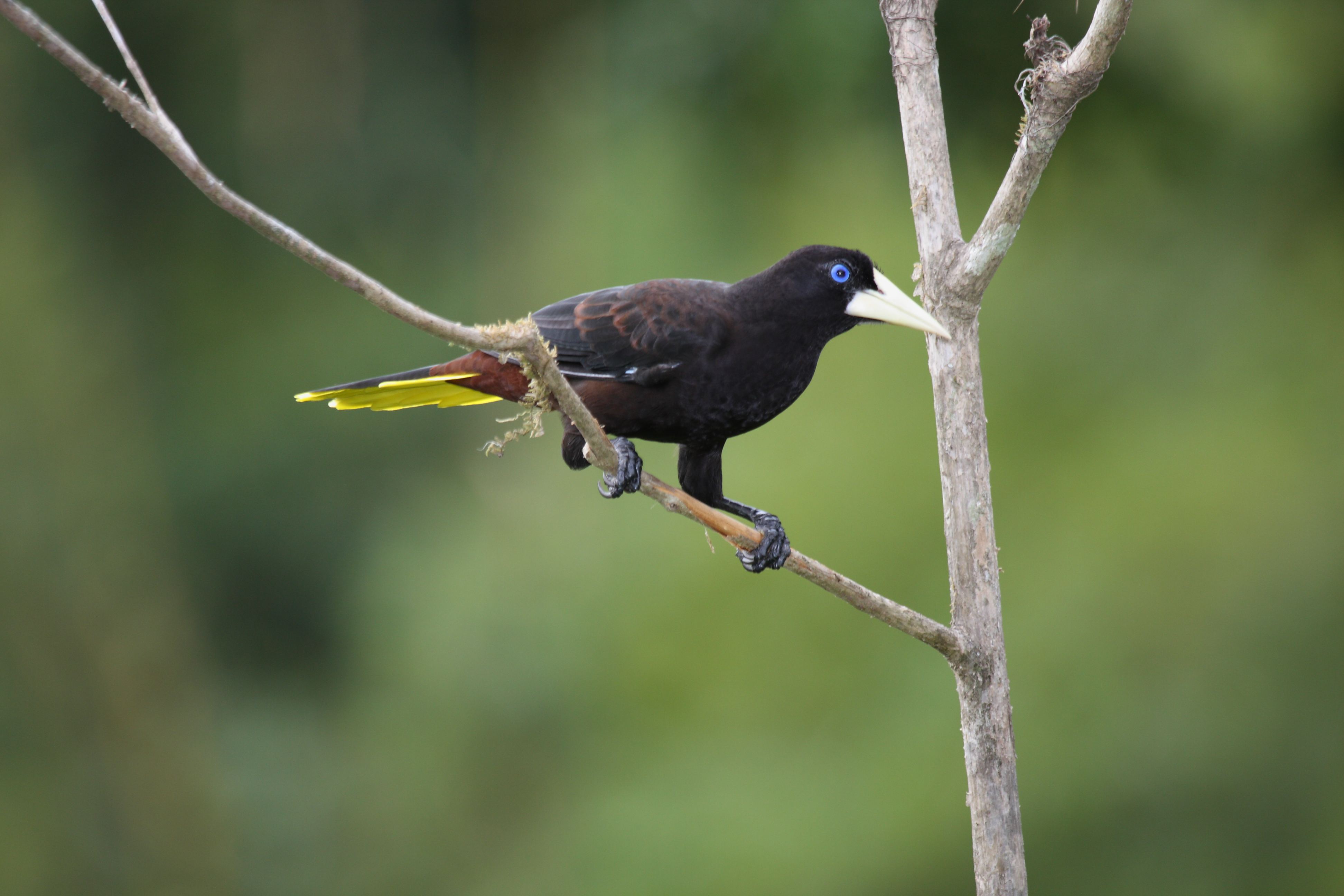
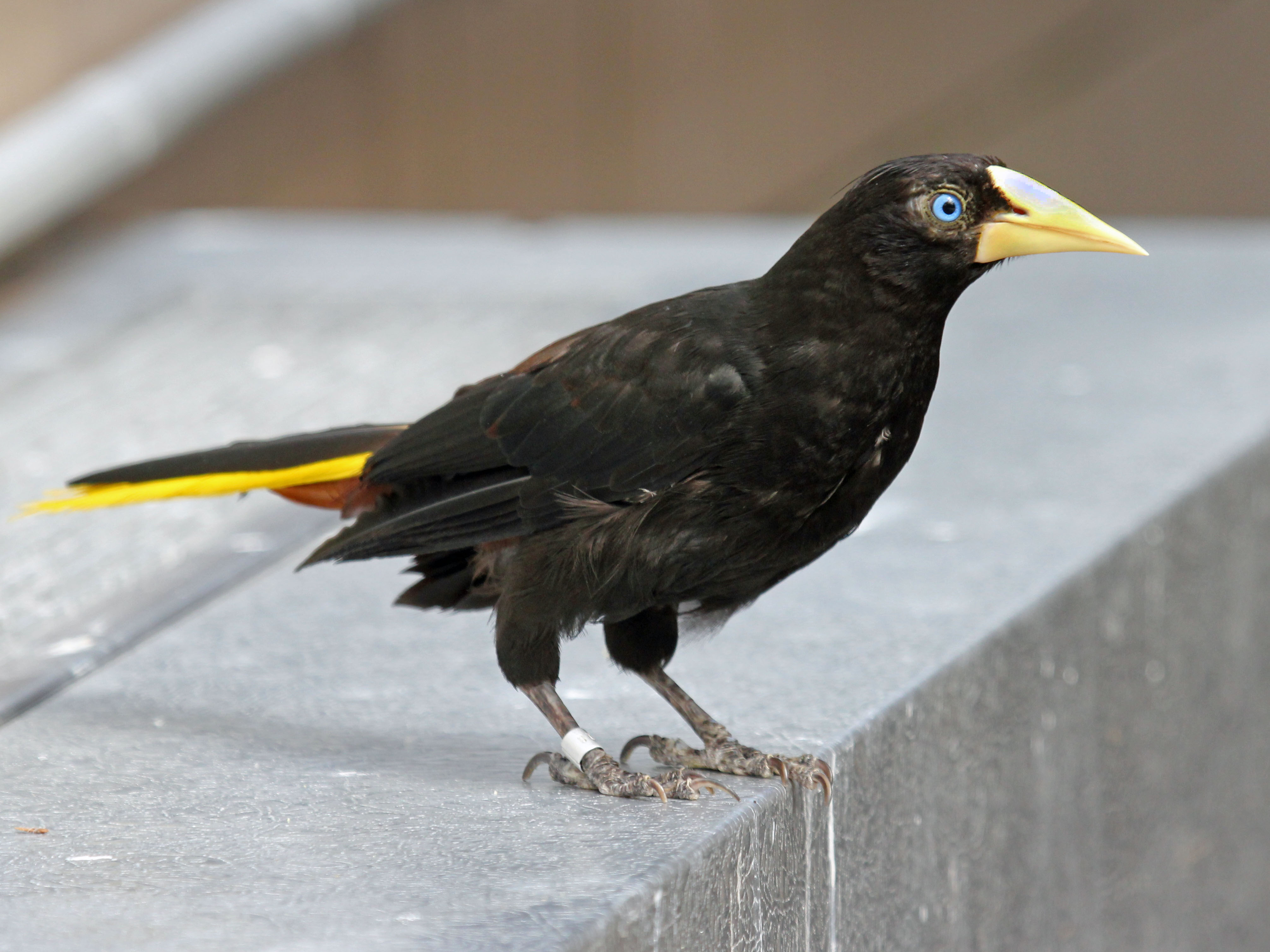